# Bill O'Reilly

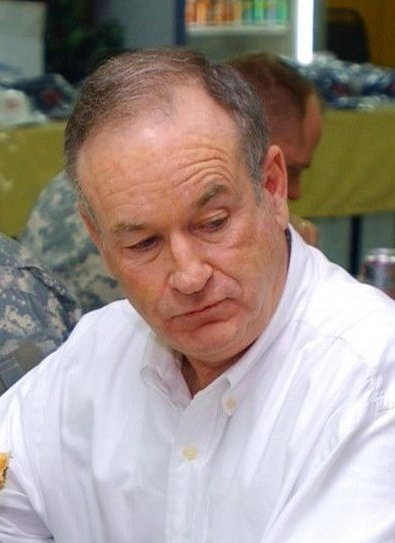
Bill O'Reilly

William James (Bill) O'Reilly jr. (Manhattan, New York, 10 september 1949) is de voormalig Amerikaanse presentator van het opinieprogramma The O'Reilly Factor op het Amerikaanse televisienetwerk Fox News Channel. Hij is tevens een schrijver van non-fictieboeken.

## Levensloop
O'Reilly werd geboren in een gezin van Ierse komaf. In 1967 verliet hij de middelbare school (Chaminade High School, een rooms-katholieke privéschool) waarna hij ging studeren aan het Marist College. De 1,93 meter lange O'Reilly studeerde geschiedenis, speelde in het Amerikaans-footballteam, en was ook columnist in de schoolkrant. In 1971 ontving hij zijn diploma. In 1995 trouwde O'Reilly met Maureen McPhilmy. Samen kregen zij een zoon en een dochter.

### Carrière
Nadat O'Reilly geslaagd was voor zijn bachelordiploma, aan Marist College, gaf hij twee jaar lang les in Engels en geschiedenis op een katholieke middelbare school in Miami (in Florida). Na zijn tijd in Florida ging hij weer studeren en behaalde hij een masterdiploma in radio- en televisiejournalistiek aan de Universiteit van Boston. Hierna maakte hij carrière als journalist. Aanvankelijke werkte hij bij de Miami Herald.
O'Reilly begon zijn televisiecarrière in Scranton, Pennsylvania bij de lokale televisie. Hier deed hij verslag van alles en nog wat, en presenteerde hij ook het weer. Hij werkte ook nog bij verscheidene andere lokale televisiestations en was behoorlijk succesvol; in 1980 won hij zijn tweede Emmy Award voor zijn onderzoek naar een corruptiezaak. Vervolgens werkte hij bij CBS en ABC totdat hij in 1995 opnieuw naar school ging, namelijk naar de John F. Kennedy School of Government (onderdeel van Harvard), waar hij een tweede masterdiploma behaalde, in public administration (bestuurskunde). In 1996 trad hij in dienst van het nieuwe televisienetwerk Fox News. Bij Fox News ging hij het publieke-opinievormende programma The O'Reilly Factor presenteren. Hierbij stond hij bekend om zijn agressieve manier van interviewen, hetgeen voor veel kijkers zorgde. Hoewel hij veelal als conservatief en aanhanger van de republikeinen wordt beschouwd, kon hij ook sceptisch zijn over zijn conservatievere gasten. Zelf beweert O'Reilly niet conservatief te zijn.
In het voorjaar van 2017 kwam aan het licht dat Fox in de loop der jaren dertien miljoen dollar had betaald om vijf zaken, waarin O'Reilly beschuldigd werd van seksuele intimidatie, te schikken. Doordat zoveel sponsors afhaakten, besloot de zender om O'Reilly te ontslaan.

## Opinie en geschillen

### The O'Reilly Factor
O'Reilly was presentator van zijn eigen opinieprogramma The O'Reilly Factor tot hij bij Fox News ontslagen werd.

### Opinie
Hoewel O'Reilly doorgaans conservatief is, beweert hij zelf een traditionalist en populist te zijn. In zijn televisieprogramma op Fox zijn zijn standpunten duidelijk. Hij vindt het indelen in hokjes ronduit belachelijk.
"You might be wondering whether I'm conservative, liberal, libertarian, or exactly what... See, I don't want to fit any of those labels, because I believe that the truth doesn't have labels. When I see corruption, I try to expose it. When I see exploitation, I try to fight it. That's my political position."
Vrij vertaald komt het erop neer dat hij geen ideologisch stempel opgedrukt wil krijgen omdat de waarheid geen ideologie heeft. Van 1994 tot 2000 stond hij geregistreerd als Republikein.
Opvattingen van O'Reilly die conservatief beschouwd kunnen worden zijn tegenstand tegen secularisatie van de Amerikaanse overheid, zijn oproep tot striktere grenscontrole en immigratiewetten en zijn opvatting dat homoseksuelen hun gevoelens voor zich moeten houden. Verder is hij voor het harder aanpakken van drugsdealers, alhoewel hij wel heeft gezegd dat als mensen in hun eigen huis drugs gebruiken, hij daar geen problemen mee heeft. Ook is hij voorstander van de Amerikaanse inval in Irak, hoewel hij twijfelde aan de bewering van de Amerikaanse regering dat Irak over massavernietigingswapens zou beschikken. Verder hekelt O'Reilly de Franse arrogantie, de BBC en de CBC omdat zij naar zijn mening een te links politiek standpunt innemen in hun berichtgeving.
Opvattingen die meer links beschouwd kunnen worden, zijn zijn steun aan de milieubewegingen, zijn steun voor een sociaal vangnet en zijn steun voor de in de VS controversiële wapenregistratie. Verder gelooft hij in de opwarming van de aarde en is dan ook van mening dat er actie moet worden ondernomen om auto's brandstofzuiniger te maken.

### Geschillen
Gedurende de loopbaan van O'Reilly heeft hij een aantal geschillen gehad, zowel met prominenten als met niet-beroemde personen. Het meest bekende geschil is waarschijnlijk dat met de linkse schrijver, komiek en presentator Al Franken. Deze heeft onder andere een boek geschreven met de titel Lies and the Lying Liars Who Tell Them: A Fair and Balanced Look at the Right, waarin een heel hoofdstuk aan O'Reilly gewijd is. Bovendien staat op de omslag van het boek een niet erg flatteuze foto van O'Reilly. De twee doen in hun programma's regelmatig kritische uitlatingen over elkaar.
O'Reilly is ook regelmatig het mikpunt van spot en kritiek van commentatoren van concurrerende netwerken. Het programma Countdown van MSNBC, gepresenteerd door Keith Olbermann bevat als vast onderdeel de drie ergste personen van de wereld, waar O'Reilly vaker wel dan niet met de gouden medaille naar huis gestuurd wordt, na vaak uitvoerig aandacht te schenken aan wat O'Reilly nu weer gezegd of gedaan heeft.

## Boeken en literatuur
O'Reilly schrijft een wekelijks column die verschijnt in honderden kranten in heel de Verenigde Staten, waaronder New York Post en Chicago Sun-Times.
- Those Who Trespass. Roman. Bancroft Press, April 1998; herdruk, Broadway Books, februari 2004. ISBN 0-9631246-8-4.
- The O'Reilly Factor: The Good, the Bad, and the Completely Ridiculous in American Life. Non-fictie. Broadway Books, september 2000; herdruk, Broadway Books, maart 2002. ISBN 0-7679-0528-8. Nummer 1 non-fictie in de Verenigde Staten.[6]
- The No Spin Zone. Non-fictie. Broadway Books, oktober 2001; herdruk, Broadway Books, Maart 2003. ISBN 0-7679-0848-1. Nummer 1 non-fictie-bestsellerlijst.
- Who's Looking Out For You?. Non-fictie. Broadway Books, september 2003; herdruk, Broadway Books, september 2004. ISBN 0-7679-1379-5. Nummer 1 non-fictie op de New York Times-bestsellerlijst.
- The O'Reilly Factor For Kids: A Survival Guide for America's Families. Non-fictie. HarperEntertainment, september 2004; herdruk, Harper Paperbacks, september 2005. ISBN 0-06-054424-4. Samen met Charles Flowers. Bestverkopende non-fictie-kinderboek van 2005.
- Culture Warrior. Non-fictie. Broadway Books, september 2006. ISBN 0-7679-2092-9. Nummer 1 op de non-fictie-bestsellerlijst van The New York Times. Meer dan 1 miljoen exemplaren verkocht binnen eerste 3 maanden.
- A Bold Fresh Piece of Humanity. Non-fictie. Broadway Books, september 2008. ISBN 978-0767928823.